# Arminas Narbekovas
Arminas Narbekovas (ur. 31 lipca 1966 w Gorżdach) – litewski piłkarz, reprezentant kraju grający na pozycji pomocnika, a wcześniej napastnika, trener piłkarski. Posiada również obywatelstwo austriackie.

## Kariera piłkarska

### Kariera klubowa
Wychowanek Internatu Sportowego w Poniewieżu. W 1983 rozpoczął karierę piłkarską w klubie Žalgiris Wilno. Najlepszy sezon w tym zespole zanotował w 1987, kiedy zakończył rozgrywki Mistrzostw ZSRR na 3. miejscu. Łącznie przez 7 lat gry dla zespołu z Wilna zagrał w 155 spotkaniach, w których strzelił 51 bramek. W 1990 przeniósł się na krótko do Lokomotiwu Moskwa, oczekując lepszych propozycji od zagranicznych klubów.
Jesienią 1990 wyjechał do Austrii, gdzie został zawodnikiem Austrii Wiedeń. Już w pierwszym sezonie (1990/91) został wraz z zespołem mistrzem Austrii. Sukces ten powtarzał także w sezonach 1991/92 oraz 1992/93. Dołożył do tego także dwukrotne zdobycie Pucharu Austrii w sezonach 1991/92 i 1993/94. Przez 6 sezonów gry dla klubu ze stolicy Austrii zagrał w 115 spotkaniach, w których strzelił 32 bramki. W 1996 przeniósł się do drużyny Admira Wacker Mödling, której barwy reprezentował przez kolejne 2 lata.
Sezon 1998/99 spędził w drugoligowym FCN St. Pölten, po czym powrócił do Admiry. W 2000 roku zagrał w 6 spotkaniach trzecioligowego SV Hundsheim, po czym przeniósł się do drużyny WSC Wiedeń. Przez 3 sezony pomógł drużynie w awansie z czwartej do drugiej ligi. Dodatkowo w 2003 został wybrany najlepszym piłkarzem Litwy z okazji jubileuszu 50-lecia UEFA. W latach 2003–2005 grał w amatorskich austriackich drużynach White Star Brigittenau i SV Grossweikersdorf (jako grający trener). W 2005 zakończył karierę piłkarską.
| Sezon     | Klub                   | Kraj    | Rozgrywki             | Mecze | Bramki |
| --------- | ---------------------- | ------- | --------------------- | ----- | ------ |
| 1983      | Žalgiris Wilno         | ZSRR    | Wyższa liga ZSRR      | 8     | 2      |
| 1984      | Žalgiris Wilno         | ZSRR    | Wyższa liga ZSRR      | 18    | 0      |
| 1985      | Žalgiris Wilno         | ZSRR    | Wyższa liga ZSRR      | 26    | 10     |
| 1986      | Žalgiris Wilno         | ZSRR    | Wyższa liga ZSRR      | 26    | 10     |
| 1987      | Žalgiris Wilno         | ZSRR    | Wyższa liga ZSRR      | 30    | 16     |
| 1988      | Žalgiris Wilno         | ZSRR    | Wyższa liga ZSRR      | 26    | 9      |
| 1989      | Žalgiris Wilno         | ZSRR    | Wyższa liga ZSRR      | 21    | 4      |
| 1990      | Žalgiris Wilno         | ZSRR    | Wyższa liga ZSRR      | 1     | 0      |
| 1990      | Lokomotiw Moskwa       | ZSRR    | Pierwaja liga ZSRR    | 14    | 2      |
| 1990/91   | Austria Wiedeń         | Austria | Bundesliga austriacka | 13    | 6      |
| 1991/92   | Austria Wiedeń         | Austria | Bundesliga austriacka | 20    | 10     |
| 1992/93   | Austria Wiedeń         | Austria | Bundesliga austriacka | 14    | 6      |
| 1993/94   | Austria Wiedeń         | Austria | Bundesliga austriacka | 27    | 6      |
| 1994/95   | Austria Wiedeń         | Austria | Bundesliga austriacka | 18    | 2      |
| 1995/96   | Austria Wiedeń         | Austria | Bundesliga austriacka | 13    | 2      |
| 1996/97   | Admira Wacker Mödling  | Austria | Bundesliga austriacka | 29    | 7      |
| 1997/98   | Admira Wacker Mödling  | Austria | Bundesliga austriacka | 21    | 2      |
| 1998/99   | FCN St. Pölten         | Austria | 2. Liga               | 24    | 5      |
| 1999/2000 | Admira Wacker Mödling  | Austria | 2. Liga               | 20    | 4      |
| 2000/01   | SV Hundsheim           | Austria | Fußball-Regionalliga  | 6     | 4      |
| 2000/01   | WSC Wiedeń             | Austria | Fußball-Landesliga    | 9     | 4      |
| 2001/02   | WSC Wiedeń             | Austria | Fußball-Regionalliga  | 23    | 6      |
| 2002/03   | WSC Wiedeń             | Austria | 2. Liga               | 11    | 0      |
| 2003/04   | White Star Brigittenau | Austria |                       | 12    | 2      |
| 2004/05   | SV Grossweikersdorf    | Austria |                       | 23    | 9      |

### Kariera reprezentacyjna
Narbekovas był uczestnikiem Igrzyskach Olimpijskich 1988 w Seulu, gdzie wraz z reprezentacją olimpijską ZSRR zdobył złoty medal. 27 maja 1990 zadebiutował w reprezentacji Litwy w meczu przeciwko reprezentacji Gruzji, zremisowanym 2:2. 
Brał czynny udział w eliminacjach do Mistrzostw Świata 1994, 1998 oraz Mistrzostw Europy 1996.  Po raz ostatni w reprezentacji zagrał 1 września 2001 w meczu przeciwko Włochom, zremisowanym 0:0. Łącznie Narbekovas w latach 1990–2001 zagrał dla reprezentacji w 13 spotkaniach, w których strzelił 4 bramki.
| Mecze i gole w reprezentacji | Mecze i gole w reprezentacji | Mecze i gole w reprezentacji | Mecze i gole w reprezentacji | Mecze i gole w reprezentacji | Mecze i gole w reprezentacji | Mecze i gole w reprezentacji |
| #                            | Data                         | Miasto                       | Przeciwnik                   | Gol                          | Wynik                        | Rozgrywki                    |
| ---------------------------- | ---------------------------- | ---------------------------- | ---------------------------- | ---------------------------- | ---------------------------- | ---------------------------- |
| 1.                           | 27.05.1990                   | Tbilisi                      | Gruzja                       | Gol                          | 2:2                          | towarzyski                   |
| 2.                           | 14.04.1992                   | Wiedeń                       | Austria                      |                              | 0:4                          | towarzyski                   |
| 3.                           | 28.04.1992                   | Belfast                      | Irlandia Północna            | Gol                          | 2:2                          | El. MŚ 1994                  |
| 4.                           | 12.08.1992                   | Ryga                         | Łotwa                        |                              | 2:1                          | El. MŚ 1994                  |
| 5.                           | 25.05.1994                   | Ostrawa                      | Czechy                       | Gol                          | 3:5                          | towarzyski                   |
| 6.                           | 16.11.1994                   | Maribor                      | Słowenia                     |                              | 2:1                          | El. ME 1996                  |
| 7.                           | 29.03.1995                   | Wilno                        | Chorwacja                    |                              | 0:0                          | El. ME 1996                  |
| 8.                           | 05.10.1996                   | Wilno                        | Islandia                     |                              | 2:0                          | El. MŚ 1998                  |
| 9.                           | 09.10.1996                   | Wilno                        | Liechtenstein                | Gol                          | 2:1                          | El. MŚ 1998                  |
| 10.                          | 20.08.1997                   | Dublin                       | Irlandia                     |                              | 0:0                          | El. MŚ 1998                  |
| 11.                          | 06.09.1997                   | Wilno                        | Macedonia Północna           |                              | 2:0                          | El. MŚ 1998                  |
| 12.                          | 10.09.1997                   | Wilno                        | Irlandia                     |                              | 1:2                          | El. MŚ 1998                  |
| 13.                          | 01.09.2001                   | Kowno                        | Włochy                       |                              | 0:0                          | El. MŚ 2002                  |

## Kariera trenerska
Przygodę z ławką trenerską rozpoczął jeszcze będąc piłkarzem klubu SV Grossweikersdorf. W 2005 objął stanowisko Prezesa Žalgirisa Wilno, a w 2006 zmienił stanowisko na trenerskie. W latach 2007–2009 prowadził SV Donau Langlebarn. Następnie do końca 2011 pracował w ojczyźnie, w zespole Banga Gorżdy, z którą awansował do finału Pucharu Litwy w 2011. Od 2010 pracował jako asystent selekcjonera reprezentacji Litwy, a od 2013 do 2015 trenował kadrę Litwy U-21.

## Sukcesy i odznaczenia

### Sukcesy klubowe
- brązowy medalista Mistrzostw ZSRR: 1987
- mistrz Austrii: 1991, 1992, 1993
- zdobywca Pucharu Austrii: 1992, 1994

### Sukcesy reprezentacyjne
- złoty medalista Igrzysk Olimpijskich: 1988
- mistrz Uniwersjady: 1987

### Sukcesy trenerskie
- finalista Pucharu Litwy: 2011

### Sukcesy indywidualne
- wybrany do listy 33 najlepszych piłkarzy ZSRR: Nr 2 (1987), Nr 3 (1988)
- wicekról strzelców Mistrzostw ZSRR: 1987
- najlepszy piłkarz Litwy z okazji jubileuszu 50-lecia UEFA: 2003

### Odznaczenia
- tytuł Mistrza Sportu ZSRR
- tytuł Zasłużonego Mistrza Sportu ZSRR: 1989